# Altenberg (Hohenahr)
Der Altenberg (Ausspracheⓘ) ist mit 442,2 m ü. NHN der höchste Berg der Gemeinde Hohenahr im Gladenbacher Bergland, 1,5 km südlich des Ortsteils Hohensolms und 1,4 km südwestlich von Königsberg, einem Ortsteil von Biebertal. Der Berg war im Mittelalter Standort der Burg Altensolms, von der heute nur noch Reste der Wall- und Grabenanlagen vorhanden sind.

## Geschichte
1323 wird erstmals eine Burg Hohensolms auf dem Altenberg erwähnt. Sie diente der Sicherung der Interessen der Grafen von Solms-Burgsolms und Solms-Braunfels im nördlichen Teil ihrer Grafschaft gegen den Landgrafen von Hessen sowie die mit diesem verbündete Linie Solms-Königsberg. 
Bei kriegerischen Auseinandersetzungen, in die auch die Reichsstadt Wetzlar involviert war, wurde die Anlage zweimal zerstört. Nach der letzten Zerstörung im Jahre 1349 wurde der Standort – auch auf kaiserlichen Befehl hin – aufgegeben und die Burg auf den benachbarten Ramsberg verlegt, auf dem sie heute noch steht.

## Aussichtsturm
Vermutlich aus den Steinen der Burg ließ Prinz Ferdinand von Solms-Hohensolms-Lich, der in den 1830er Jahren auf der nahegelegenen Burg Hohensolms seinen Sitz hatte, um diese Zeit den ca. 6 m hohen Aussichtsturm errichten, der noch heute bestiegen werden kann. Bei entsprechendem Wetter bietet er prinzipiell eine Fernsicht von der Wetterau im Süden über den Taunus im Südwesten, den Westerwald im Westen bis zum Schelder Wald im Nordwesten. Im Norden bzw. Osten könnte man Burg Hohensolms und den Dünsberg sehen. Allerdings ist die Aussicht mittlerweile durch das Nachwachsen des umgebenden Baumbestandes so stark eingeschränkt, dass man ringsum nur noch auf Wald blickt. Dennoch ist der Gipfelbereich mit seiner besonderen Atmosphäre und seinen Rastgelegenheiten ein lohnendes Ausflugsziel für Wanderer.

## Verkehr und Wandern

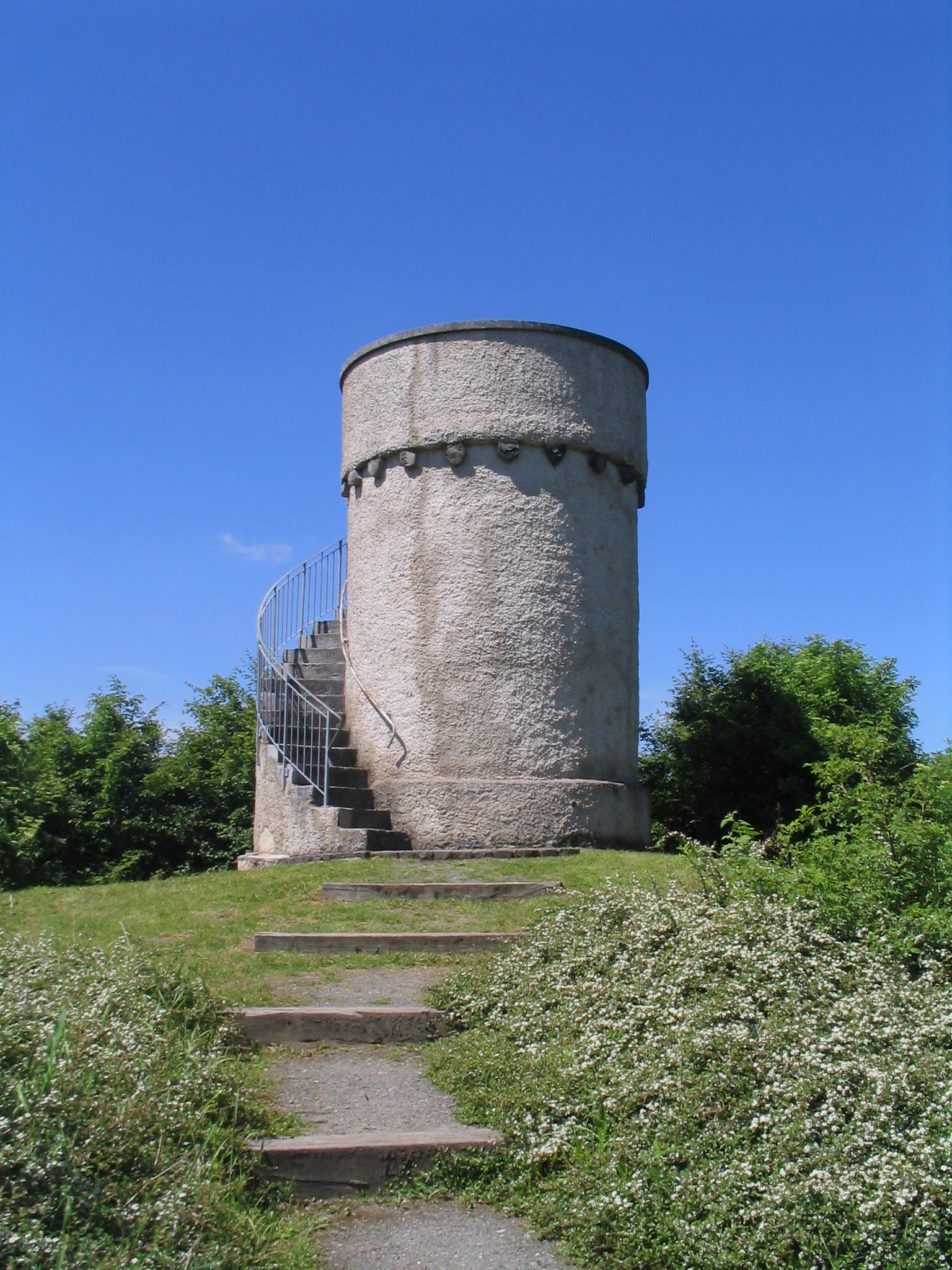
Der Aussichtsturm auf dem Altenberg

Vom höchsten Punkt der L 3053 von Blasbach nach Hohensolms westlich des Berges lässt sich der Gipfel in 10 bis 15 Minuten zu Fuß erreichen.
Die Ruine auf dem Altenberg und ihre Nachfolgeranlage Burg Hohensolms sind auch namensgebend für den Rundwanderweg Zwei-Burgen-Tour, der im Wandertouren-Verzeichnis des Lahn-Dill-Kreises als Extratour ausgewiesen ist.